# Teatre McSwain
El Teatre McSwain és un teatre i espai d'actuacions musicals ubicat en un antic cinema de 560 butaques a Ada, Comtat de Pontotoc, Oklahoma.
El teatre va ser fundat l'any 1920 per Foster McSwain. A partir de l'any 1935, es van començar a projectar al cinema pel·lícules amb so.
L'any 2002, després de la mort de Paul Alford (que va comprar l'establiment l'any 1991), la nació Chickasaw va adquirir l'edifici.